# 詹姆斯敦 (加利福尼亞州)
詹姆斯敦（英語：Jamestown）是位於美國加利福尼亞州圖奧勒米縣的一個人口普查指定地區。

## 地理
詹姆斯敦的座標為37°57′18″N 120°24′19″W / 37.95500°N 120.40528°W，而該地最高點為海拔高度435米（即1427英尺）。

## 人口
根據2010年美國人口普查的數據，詹姆斯敦的面積為7.761平方千米，當中陸地面積為7.656平方千米，而水域面積為0.005平方千米。當地共有人口3433人，而人口密度為每平方千米442人。